# Lexicon technicum
Lexicon technicum fue la primera enciclopedia alfabética escrita en inglés que conocemos. Hoy en día es considerada como la primera enciclopedia moderna de artes, ciencia y tecnología.
En 1704, John Harris publica un libro titulado Lexicon Technicum: or an Universal English Dictionary of Arts and Sciences (Lexicon Technicum: o, un diccionario inglés universal de artes y ciencias).
Como su nombre indica, John Harris lo consideraba un "diccionario de artes y ciencias", pero era más que eso. Por la manera en que trató los temas, y por el formato que tenía, es considerado hoy en día, como la primera de una serie de enciclopedias modernas, antecedida por Etimologías de San Isidoro (1470), y antecesor de las enciclopedias modernas, como Cyclopaedia de Ephraim Chambers (1728), L'Encyclopédie de Denis Diderot (1750), y Enciclopedia Británica (1768).
La primera edición tenía 4 placas, 1220 páginas y muchos diagramas y figuras. Profesa no simplemente explicar los términos usados en las artes y las ciencias sino las artes y las ciencias en sí mismas.
En la segunda edición aparece:
- "La primera enciclopedia inglesa con las entradas dispuestas en orden alfabético"
- "Parece ser el primer diccionario técnico en cualquier idioma".
- Incluye artículos sobre la ley, la iglesia, matemáticas, ciencia, y tecnología, incluyendo tablas logarítmicas, trigonométricas, y astronómicas.

Un segundo volumen de 1419 páginas y cuatro placas se edita en 1710. John Harris intenta que este segundo volumen sirva como una pequeña biblioteca matemática. Gran parte de este consiste en tablas matemáticas y astronómicas. Sir Isaac Newton le permitió imprimir su tratado sobre los ácidos. En este segundo volumen aparece una tabla de logaritmos con 7 decimales (44 páginas), y una de senos, tangentes y secantes (120 páginas), una lista de libros de 2 páginas, y un índice de artículos en los dos volúmenes con 26 encabezados ocupando 50 páginas. La lista más larga era de leyes (1700 artículos), cirugía, anatomía, geometría, fortificación, botánica y música. La parte matemática y física es considerada muy buena. Harris frecuentemente menciona sus fuentes y muestra lista de libros en un particular sujeto, como botánica y cronología.
Lexicon Technicum fue muy popular. La 5.ª edición fue publicada en 1736 con 2 volúmenes.
Un suplemento, que no incluía nuevos temas aparece en 1744, conteniendo 996 páginas y 6 placas. Intentó rivalizar con el trabajo de Ephraim Chambers, pero no fue bien recibido por el público lector.